# ダニエラ・ベガ
- ダニエラ・ヴェガ

ダニエラ・ベガ・エルナンデス（スペイン語: Daniela Vega Hernández、1989年6月3日 - ）は、チリの女優でメゾソプラノ歌手。第90回アカデミー賞で外国語映画賞を獲得した映画『ナチュラルウーマン』（2017年）での演技が絶賛を受け、世界的注目のきっかけとなった。また第90回アカデミー賞ではプレゼンターも務め、オスカーの歴史において初めてプレゼンターを務めたトランスジェンダーの人物となった。2018年には、タイム誌において「世界で最も影響力のある100人」に選ばれた。
日本では名字を英語風に読んだ「ダニエラ・ヴェガ」表記も見られるが、本記事ではチリの公用語であるスペイン語の発音に近い「ベガ」表記に統一する。

## 幼少期
ベガは1989年6月3日に、チリのサンティアゴ県サン・ミゲルで、父イゴール・アレハンドロ・ベガ・イノストロサ (Igor Alejandro Vega Inostroza) と母サンドラ・デル・カルメン・エルナンデス・デ・ラ・クアドラ (Sandra del Carmen Hernandez de la Cuadra) の長子として生まれた。ベガは8歳の時から、祖母に習ってオペラを学び始めた。成長したベガは男子校に通ったが、そこではいじめを受けた。10代後半までこの男子校に通ったが、自身がトランスジェンダーであることを自覚し、ジェンダー移行を始めた。両親と弟のニコラス (Nicholas) は、当時のチリが保守的な環境であったにもかかわらず、ベガのジェンダー移行を支援した。ジェンダー移行を済ませた後、彼女はトランスジェンダー女性としての機会の無さから鬱状態に苦しんだが、両親から支援を受け、また父の勧めで美容学校、その後演劇学校に通った。

## キャリア

### 2011年 – 2017年：初期の仕事
ベガは脚本家・監督を務めるひとりの人物から、自身の経験を基にして、トランスジェンダーに関する短い舞台作品を共同製作しないかと持ちかけられた。彼女も協力したこの作品は、2011年にマルティン・デ・ラ・パラ (Martin de la Parra's 2011) により "La mujer Mariposa"（The Butterfly Woman、蝶女）とのタイトルで戯曲化され、ベガ自身をスターに押し上げた。この作品では、ベガの歌も披露され、サンティアゴで8年間上演された。この間、彼女は移民を題材にした小片 "Migrante"（「移民」の意）など、いくつかの作品に参加している。ベガが広く知られるようになったのは、2014年にマヌエル・ガルシアの人気曲『マリア』（原題、"Maria"）のミュージック・ビデオに出演したことがきっかけである。この曲とミュージック・ビデオは、同性愛者の自殺予防機構とのコラボレーションで作られたもので、10代の同性愛者の自殺予防に関する啓発目的で製作された。銀幕デビューとなったのは、2014年のドラマ映画『ラ・ビシタ』（原題）で、父の通夜に参列するトランスジェンダー女性を演じた。

### 2017年：『ナチュラルウーマン』でのブレイクスルー

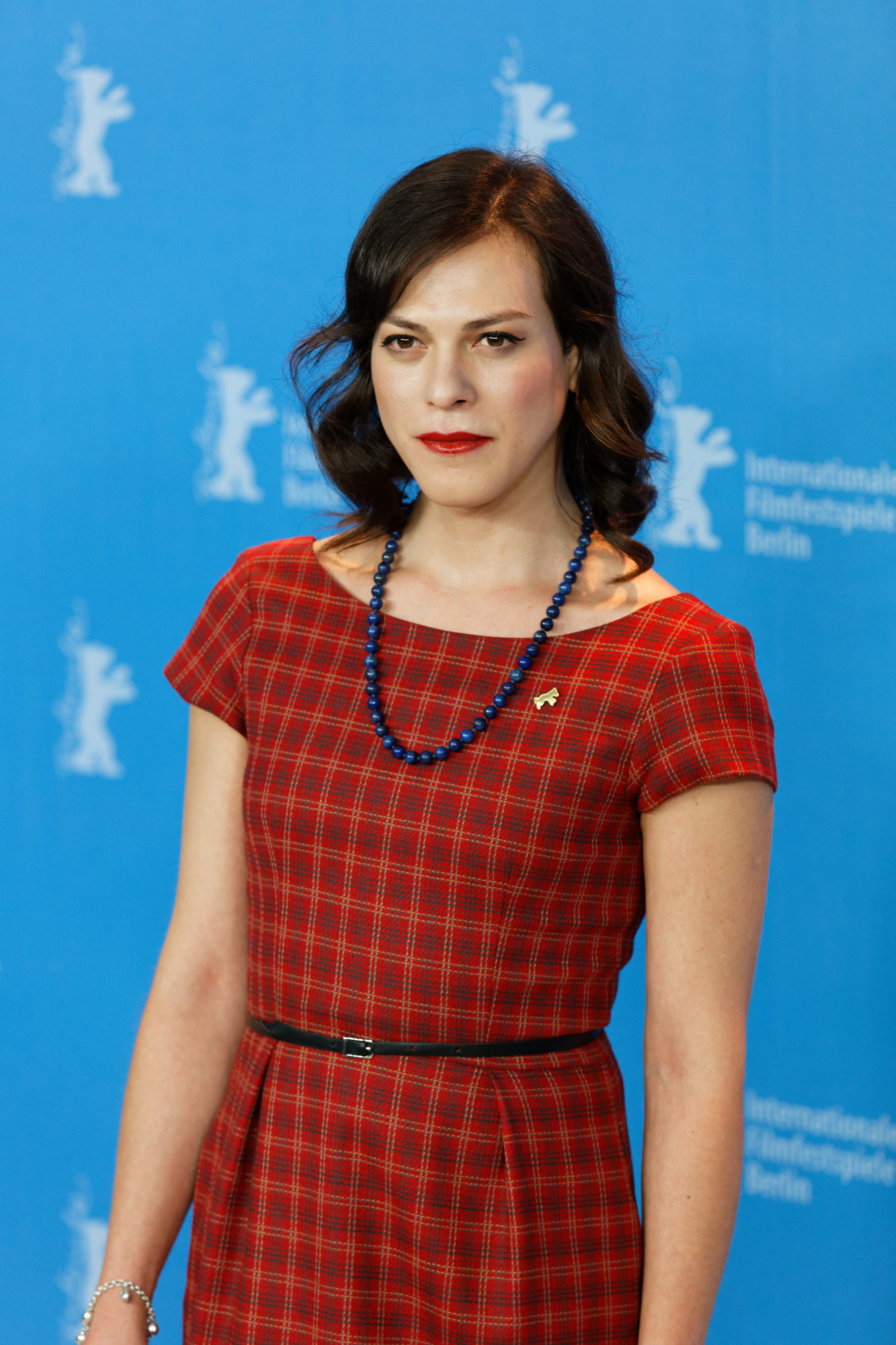
2017年の第67回ベルリン国際映画祭にて

第67回ベルリン国際映画祭でお披露目された、セバスティアン・レリオ監督の『ナチュラルウーマン』（2017年）では、ベガの演技が多くの批評家に絶賛された。この作品では、ベガ演じるマリーナと、年上で将来も思い描く男性オルランド（演：フランシスコ・レジェス）との物語が描かれる。オルランドが病で急死した後、マリーナは彼の家族や社会の冷たい目に直面し、自らが題名通りの「魅力的な女性」であることを示すため戦いを始める。『バラエティ』誌の批評家ガイ・ロッジは、ベガの演技について「ベガの力強く、表情豊かで、かすかに苦しみを匂わせる演技は、政治的な賞賛をも大きく越えた評価に値する。幾重にも重ねられた、感情的に多型な演技での妙技であり、これは正確な感受性を持った[レリオ]監督が育んだものだ。監督は、マリーナが行きたくないような場所へ押し込むこと無く、彼女の状況を全く率直に表現させた」と述べた。また、アカデミー賞候補作発表前には、彼女の名前が主演女優賞候補として強く推されるほどだった。前哨戦となるパームスプリングス国際映画祭では、外国語映画部門主演女優賞を獲得した。ベガは2018年の第90回アカデミー賞でプレゼンターを務め、オスカー史上初めてプレゼンターを務めたトランスジェンダーとなった。また同じ年には、タイム誌において「世界で最も影響力のある100人」に選ばれた。

## フィルモグラフィ
| 作品名                                  | 年     | 役名                          | 監督                                                        | 備考                    | 出典   |
| --------------------------------------- | ------ | ----------------------------- | ----------------------------------------------------------- | ----------------------- | ------ |
| ラ・ビシタ（原題） La visita            | 2014年 | エレナ Elena                  | マウリシオ・ロペス・フェルナンデス Maurício López Fernández | 英題：The Guest         | [ 19 ] |
| ナチュラルウーマン Una mujer fantástica | 2017年 | マリーナ・ビダル Marina Vidal | セバスティアン・レリオ Sebastián Lelio                      | 英題：A Fantastic Woman | [ 35 ] |

## 受賞とノミネート

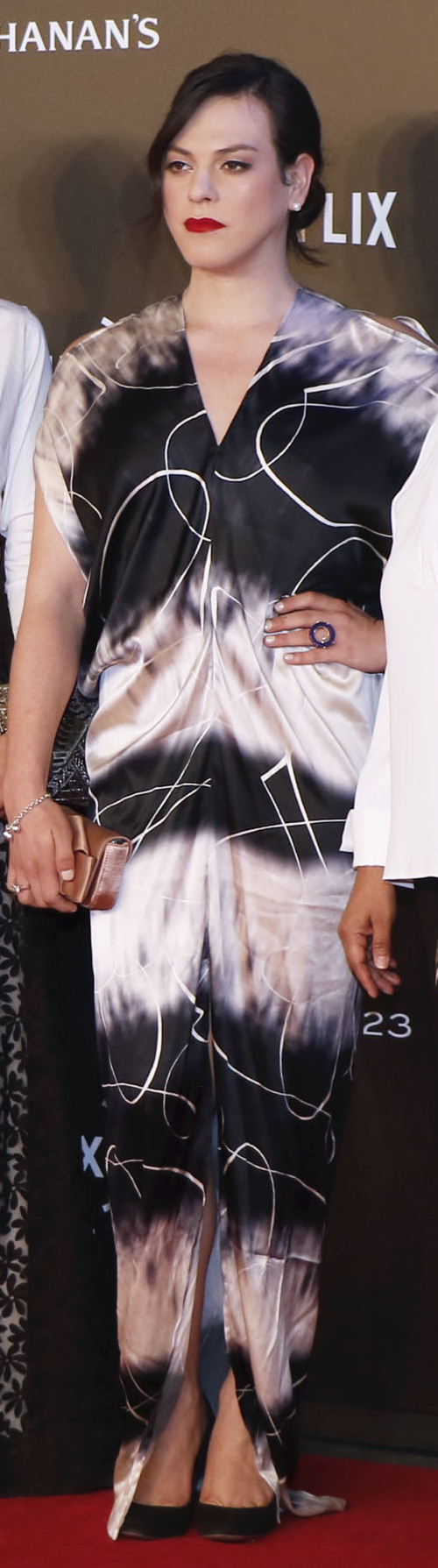
2017年のフェニックス賞（Fénix Awards、メキシコ）レッドカーペットにて

| 年     | 映画賞                                                     | 対象                                    | 部門                                                            | 結果       | 出典   |
| ------ | ---------------------------------------------------------- | --------------------------------------- | --------------------------------------------------------------- | ---------- | ------ |
| 2015年 | 17èmes Rencontres du Cinéma sud-américain                  | ラ・ビシタ（原題） La Visita            | 最優秀女優賞 Best Actress                                       | 受賞       | [ 36 ] |
| 2017年 | フィルム・フェスティバル・リマPUCP Film Festival Lima PUCP | ナチュラルウーマン Una mujer fantástica | 最優秀女優賞 Best Actress                                       | 受賞       | [ 37 ] |
| 2017年 | Premio iberoamericano de cine Fénix                        | ナチュラルウーマン Una mujer fantástica | 最優秀女優賞 Best Actress                                       | 受賞       | [ 38 ] |
| 2017年 | ハバナ映画祭 Havana Film Festival                          | ナチュラルウーマン Una mujer fantástica | 最優秀女優賞 Best Actress                                       | 受賞       | [ 39 ] |
| 2018年 | パームスプリングス国際映画祭 Palm Springs Film Festival    | ナチュラルウーマン Una mujer fantástica | 外国語映画 最優秀女優賞 Best Actress in a Foreign Language Film | 受賞       | [ 40 ] |
| 2018年 | ドリアン賞 Dorian Awards                                   | ナチュラルウーマン Una mujer fantástica | 今年一番の女優賞 Best Performance of the Year – Actress         | ノミネート | [ 41 ] |
| 2018年 | ドリアン賞 Dorian Awards                                   | 本人                                    | ライジング・スター賞Rising Star Award                           | ノミネート | [ 41 ] |
| 2018年 | 国際シネフィル賞 International Cinephile Society Awards    | ナチュラルウーマン Una mujer fantástica | 最優秀女優賞 Best Actress                                       | ノミネート | [ 42 ] |
| 2018年 | カルーチェ賞 Caleuche Awards                               | ナチュラルウーマン Una mujer fantástica | 最優秀主演女優賞 Best Leading Actress                           | 受賞       | [ 43 ] |
| 2018年 | プラティノ賞 Platino Awards                                | ナチュラルウーマン Una mujer fantástica | 女優賞 Best Actress                                             | 受賞       | [ 44 ] |